# كيلي مارسيل
كيلي مارسيل (بالإنجليزية: Kelly Marcel)‏ هي كاتِبة وكاتبة سيناريو وممثلة بريطانية، ولدت في 10 يناير 1974 في لندن في المملكة المتحدة.

## أعمال

### أفلام
- إنقاذ السيد بانكس[4][5][6][7]
- خمسين ظل من جراي
- فينوم[8][9]
- فينوم: فليكن هناك كارنيج
- كرولا

## وصلات خارجية
- كيلي مارسيل على موقع IMDb (الإنجليزية)
- كيلي مارسيل على موقع ألو سيني (الفرنسية)
- كيلي مارسيل على موقع أول موفي (الإنجليزية)
- كيلي مارسيل على موقع قاعدة بيانات الأفلام السويدية (السويدية)
- كيلي مارسيل على موقع قاعدة بيانات الفيلم (الإنجليزية)
- كيلي مارسيل على موقع كينوبويسك (الروسية)